# Kansas
Kansas er en amerikansk delstat. Delstaten har omkring 2.937.880(2020) indbyggere. Delstatens hovedstad er Topeka, mens Wichita er den største by.
Kansas blev optaget som USA's 34. delstat 29. januar 1861.
- Wikimedia Commons har flere filer relateret til Kansas

38°30′N 98°0′V / 38.500°N 98.000°V
1. 1 2  USA's folketælling fra 2020, hentet 20. marts 2022 (fra Wikidata).